# 马翁普拉日堡
马翁普拉日堡（法語：Fort-Mahon-Plage，法語發音：[fɔʁ maɔ̃ plaʒ]）是法国上法蘭西大區索姆省的一个市镇，属于阿布维尔区。

## 地名
该地名中“Fort-Mahon”的起源尚不明确，而后面的“Plage”在法语中意为“海滩”。

## 地理
马翁普拉日堡（50°20'29"N, 1°34'7"E）面积13.04 平方千米，位于法国上法蘭西大區索姆省，该省份为法国北部沿海省份，北起加来海峡省和北部省，西接滨海塞纳省和大西洋英吉利海峡，南至瓦兹省，东临埃纳省。
与马翁普拉日堡接壤的市镇（或旧市镇、城区）包括：康村。
马翁普拉日堡的时区为UTC+01:00、UTC+02:00（夏令时）。

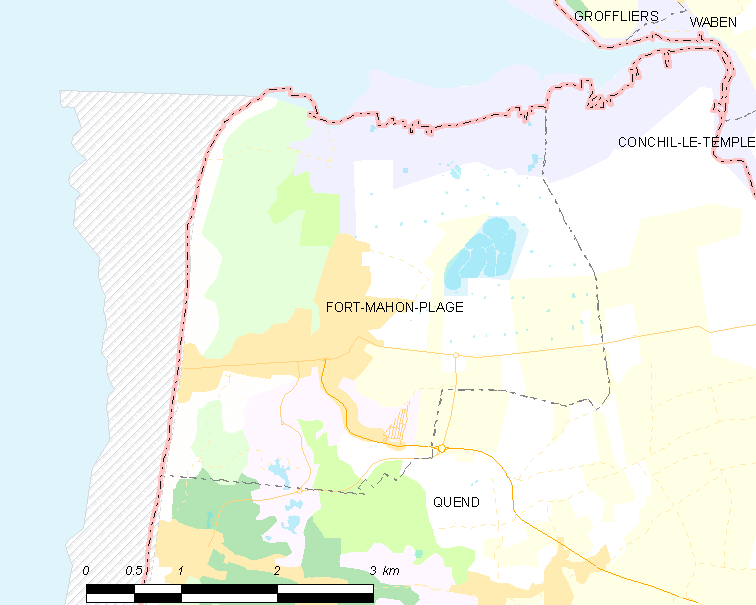
马翁普拉日堡的OSM定位图

## 行政
马翁普拉日堡的邮政编码为80120，INSEE市镇编码为80333。

## 政治
马翁普拉日堡所属的省级选区为吕镇县。

## 人口

1962-2008年间马翁普拉日堡人口变化图示

马翁普拉日堡于2022年1月1日时的人口数量为1328人。